# Georg Anton Gumpp

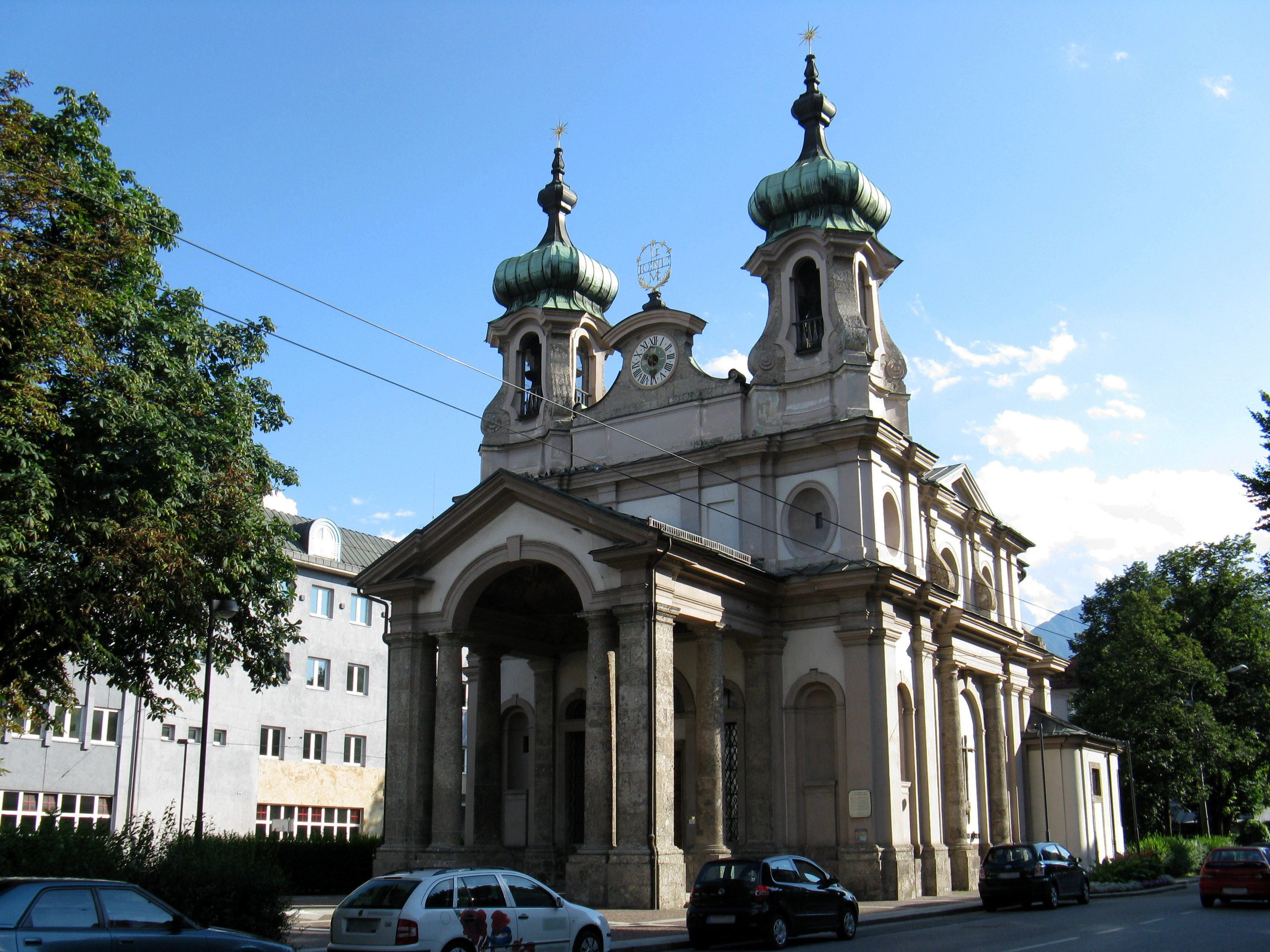
Außenansicht der von Gump entworfenen Johanneskirche in Innsbruck

Georg Anton Gumpp (* 12. Oktober 1682 in Innsbruck; † 19. Dezember 1754 ebenda) war ein österreichischer Baumeister.
Georg Anton Gumpp, Sohn des Architekten Johann Martin Gumpp der Ältere, baute im Stil des italienischen Hochbarock, mit bewegten Fassaden, Gliederung durch Pilaster und Nischen. Wichtigste Werke sind das Alte Landhaus in der Maria-Theresien-Straße, die Johanneskirche am Innrain in Innsbruck und der Umbau des Stifts Stams im Oberinntal.